# پاتریک لیلییسترند
پاتریک لیلییسترند (انگلیسی: Patrik Liljestrand؛ زادهٔ ۲۵ ژانویهٔ ۱۹۶۶) بازیکن هندبال اهل سوئد است.